# Oseas (profeta)

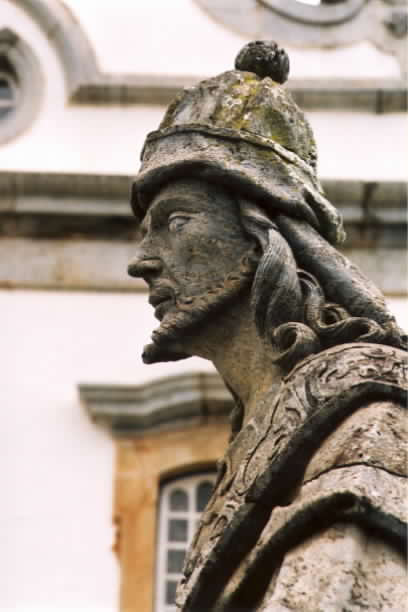
Profeta Oseas, por Aleijadinho, entre 1800-1805, en Congoñas, MG, Brasil.

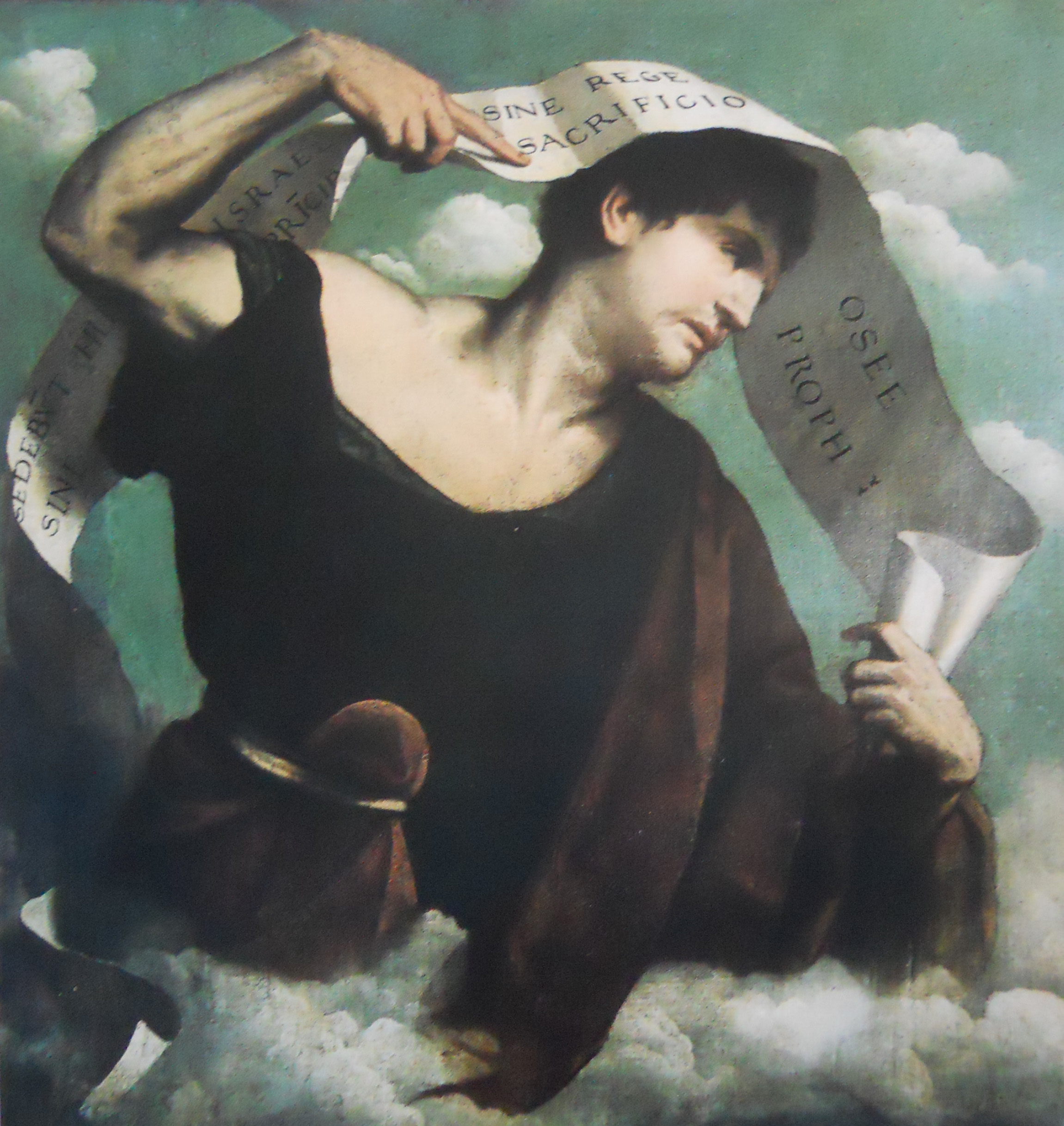
Oseas
Iglesia de San Juan Evangelista, Brescia.

Oseas (en hebreo: הושע Hosea) (Israel, siglo VIII a. C.) fue un profeta del Antiguo Testamento, hijo de Beeri y el primero del grupo de los doce profetas menores.

## Biografía
Al profeta Oseas se le atribuye la autoría del llamado Libro de Oseas, en el que el profeta denuncia la infidelidad del pueblo para con Dios y revela el amor de Dios, comparable al del esposo que perdona a su esposa infiel o al del padre que ama a su hijo rebelde. El profeta combate las bien conocidas tendencias idolátricas del Reino de Israel y el culto del becerro de oro —una polémica que tendría en Jerusalén sabor arcaico— llamando a su pueblo a la piedad interior, a la devoción espiritual que lo unirá a Dios en unos esponsales de amor. La presunta tumba de Oseas se encuentra en el monte que lleva el mismo nombre, y todavía los beduinos le ofrecen sacrificios.